# Floorball-Bundesliga 2024/25 (Frauen)
Die Floorball-Bundesliga 2024/25 der Damen war die 31. Spielzeit um die deutsche Floorball-Meisterschaft auf dem Großfeld der Damen. Die Saison begann am 14. September 2024 und die Hauptrunde endete am 15. Februar 2025.
Als Titelverteidiger gingen in die Dümptener Füchse in die Saison. Der TV Eiche Horn Bremen zog seine Damenmannschaft vom Spielbetrieb zurück. Die Red Devils Wernigerode stiegen nach einem Jahr Abwesenheit als Meister der 2. Bundesliga 2023/24 wieder auf. Die Liga bestand somit weiterhin aus acht Mannschaften. Der MFBC Leipzig wurde am Ende ohne Punktverlust Deutscher Meister. Der sechste insgesamt und der erste seit 2018 (als MFBC Grimma damals noch).

## Teilnehmende Mannschaften
Folgende Mannschaften nehmen an der Saison 2024/25 teil:
- Dümptener Füchse (Meister)
- ETV Lady Piranhhas Hamburg (Pokalsieger, Vorrundenerster)
- MFBC Leipzig
- UHC Sparkasse Weißenfels
- SSF Dragons Bonn
- FloorballBB United
- TSG Erlensee
- Red Devils Wernigerode (Aufsteiger)

## Modus
In der Vorrunde spielt jedes Team jeweils zweimal (Hin- und Rückspiel) gegen jedes andere.
Die besten sechs Mannschaften nehmen an den Play-offs teil. Die Viertelfinals, die Halbfinals und das Finale der Playoffs finden im Modus Best-of-Three statt. Die besser platzierten Teams der Vorrunde haben in den Spielen 2 und 3 Heimrecht, die schlechter platzierten Teams der Vorrunde in Spiel 1. Das Spiel um Platz 3 wird im Modus Best-of-One ausgetragen – das besser platzierte Team der Vorrunde hat Heimrecht.
Dadurch spielen zunächst der 3. gegen den 6. und der 4. gegen den 5. gegeneinander. Zum Halbfinale kommen dann die beiden bestplatzierten Teams der Vorrunde hinzu. Das erste bestreiten das bestplatzierte Team der Vorrunde und der Viertelfinalsieger mit der schlechtesten Platzierung der Vorrunde. Das Halbfinale II bestreiten das zweitplatzierte Team der Vorrunde und der verbleibende Viertelfinalsieger. Die Verlierer des Halbfinals spielen in einem Spiel den 3. Platz aus. Die beiden Gewinner ermitteln dann in der Final-Serie den Deutschen Floorball-Meister.
Die Play-downs bestreiten Platz 7 der Vorrunde gegen Platz 8 der Vorrunde. Der Verlierer steigt direkt in den regionalen Spielbetrieb ab. Gibt es kein aufstiegswilliges und aufstiegsberechtigtes Team, so entfallen diese Spiele und alle an den Play-downs teilnehmenden Teams sind berechtigt, in der 1. FBL Damen zu verbleiben. Der Sieger der Play-downs spielt gegen das zweitbestplatzierte aufstiegswillige und aufstiegsberechtigte Team des regionalen Spielbetriebs in der Relegation. Gibt es kein oder nur ein aufstiegsberechtigtes Team, so entfallen diese Spiele.

## Tabelle
| Pl. | Verein                            | Sp. | S  | U | N  | SDS | SDN | Tore    | Diff. | Pkt. |
| --- | --------------------------------- | --- | -- | - | -- | --- | --- | ------- | ----- | ---- |
| 1.  | MFBC Leipzig                      | 14  | 14 | 0 | 0  | 0   | 0   | 124:260 | +98   | 42   |
| 2.  | ETV Lady Piranhhas Hamburg (P, V) | 14  | 10 | 0 | 4  | 0   | 0   | 89:41   | +48   | 30   |
| 3.  | SSF Dragons Bonn                  | 14  | 9  | 0 | 4  | 1   | 0   | 59:58   | +1    | 29   |
| 4.  | Dümptener Füchse (M)              | 14  | 9  | 0 | 4  | 0   | 1   | 88:61   | +27   | 28   |
| 5.  | UHC Sparkasse Weißenfels          | 14  | 6  | 0 | 8  | 0   | 0   | 55:61   | −6    | 18   |
| 6.  | Red Devils Wernigerode (N)        | 14  | 3  | 0 | 10 | 1   | 0   | 049:114 | −18   | 11   |
| 7.  | FloorballBB United                | 14  | 1  | 0 | 11 | 0   | 2   | 39:88   | −49   | 5    |
| 8.  | TSG Erlensee R                    | 14  | 1  | 0 | 12 | 1   | 0   | 33:87   | −54   | 5    |

(M) – Meister, Titelverteidiger 2023/24

(P) – Pokalsieger 2023/24

(V) – Vorrundenerster 2023/24

(N) – Neuzugang, Aufsteiger aus der 2. Bundesliga 2023/24

## Play-offs
|  | Viertelfinale | Viertelfinale            | Viertelfinale | Viertelfinale | Viertelfinale |  |  | Halbfinale | Halbfinale                 | Halbfinale | Halbfinale | Halbfinale |   |              | Finale                     | Finale | Finale | Finale | Finale | Finale | Finale |
|  |               |                          |               |               |               |  |  |            |                            |            |            |            |   |              |                            |        |        |        |        |        |        |
|  |               |                          |               |               |               |  |  | 1          | MFBC Leipzig               | 5          | 7          | –          |   |              |                            |        |        |        |        |        |        |
|  | 4             | Dümptener Füchse         | 6             | 3             | 7             |  |  | 4          | Dümptener Füchse           | 3          | 2          | –          |   |              |                            |        |        |        |        |        |        |
|  | 5             | UHC Sparkasse Weißenfels | 4             | 4V            | 4             |  |  |            |                            |            |            |            | 1 | MFBC Leipzig | 4                          | 5      | –      | x      | x      |        |        |
|  |               |                          |               |               |               |  |  |            |                            |            |            |            |   | 2            | ETV Lady Piranhhas Hamburg | 3      | 3      | –      | x      | x      |        |
|  |               |                          |               |               |               |  |  | 2          | ETV Lady Piranhhas Hamburg | 5          | 8          | –          |   |              |                            |        |        |        |        |        |        |
|  | 3             | SSF Dragons Bonn         | 2             | 5             | –             |  |  | 3          | SSF Dragons Bonn           | 3          | 1          | –          |   |              |                            |        |        |        |        |        |        |
|  | 6             | Red Devils Wernigerode   | 1             | 1             | –             |  |  |            |                            |            |            |            |   |              |                            |        |        |        |        |        |        |

V Sieg in der Overtime

PS Sieg nach dem Penalty-Shoutout

### Viertelfinale
Viertelfinale 1
| 2. März 2025 16:00 Uhr |  | Red Devils Wernigerode | 1:2 (0:0, 0:1, 1:1) Spielbericht | SSF Dragons Bonn | Sporthalle Unter den Zindeln, Wernigerode Zuschauer: 127 |

| 8. März 2025 15:00 Uhr |  | SSF Dragons Bonn | 5:1 (2:1, 2:0, 1:0) Spielbericht | Red Devils Wernigerode | Sportpark Nord, Bonn Zuschauer: 68 |

| 9. März 2025 13:00 Uhr |  | SSF Dragons Bonn | entfällt | Red Devils Wernigerode | Sportpark NordDreifeld Sporthalle, BonnSchkeuditz |

Viertelfinale 2
| 2. März 2025 16:00 Uhr |  | UHC Sparkasse Weißenfels | 4:6 (2:1, 1:3, 1:2) Spielbericht | Dümptener Füchse | Stadthalle Weißenfels, Weißenfels Zuschauer: 92 |

| 8. März 2025 15:00 Uhr |  | Dümptener Füchse | 3:4 n. V. (1:1, 1:1, 1:1, 0:1) Spielbericht | UHC Sparkasse Weißenfels | Sporthalle Holzstraße, Mülheim an der Ruhr Zuschauer: 121 |

| 9. März 2025 15:30 Uhr |  | Dümptener Füchse | 7:4 (2:2, 2:3, 3:2) Spielbericht | UHC Sparkasse Weißenfels | Sporthalle Holzstraße, Mülheim an der Ruhr Zuschauer: 100 |

### Halbfinale
Halbfinale 1
| 15. März 2025 13:00 Uhr |  | Dümptener Füchse | 3:5 (2:1, 0:3, 1:1) Spielbericht | MFBC Leipzig | Sporthalle Holzstraße, Mülheim an der Ruhr Zuschauer: 112 |

| 22. März 2025 14:00 Uhr |  | MFBC Leipzig | 7:2 (4:1, 0:0, 3:1) Spielbericht | Dümptener Füchse | Brüderstraße, Leipzig Zuschauer: 106 |

| 23. März 2025 13:00 Uhr |  | MFBC Leipzig | entfällt | Dümptener Füchse | Brüderstraße, Leipzig |

Halbfinale 2
| 15. März 2025 15:00 Uhr |  | SSF Dragons Bonn | 3:5 (2:0, 0:2, 1:3) Spielbericht | ETV Lady Piranhhas Hamburg | Sportpark Nord, Bonn Zuschauer: 192 |

| 22. März 2025 15:00 Uhr |  | ETV Lady Piranhhas Hamburg | 8:1 (1:1, 3:0, 4:0) Spielbericht | SSF Dragons Bonn | Sporthalle Hoheluft, Hamburg Zuschauer: 203 |

| 23. März 2025 13:00 Uhr |  | ETV Lady Piranhhas Hamburg | entfällt | SSF Dragons Bonn | Sporthalle Hoheluft, Hamburg |

### Spiel um Platz 3
| 30. März 2025 13:00 Uhr |  | SSF Dragons Bonn | 2:8 (1:2, 0:1, 1:5) Spielbericht | Dümptener Füchse | Sportpark Nord, Bonn Zuschauer: 165 |

### Finale
| 30. März 2025 13:00 Uhr |  | ETV Lady Piranhhas Hamburg | 3:4 (1:3, 2:0, 0:1) Spielbericht | MFBC Leipzig | Schulzentrum Lühe, Steinkirchen Zuschauer: 93 |

| 5. April 2025 13:00 Uhr |  | MFBC Leipzig | 5:3 (3:0, 1:2, 1:1) Spielbericht | ETV Lady Piranhhas Hamburg | Brüderstraße, Leipzig Zuschauer: 243 |

| 6. April 2025 13:00 Uhr |  | MFBC Leipzig | entfällt | ETV Lady Piranhhas Hamburg | Sporthalle am Rabet, Leipzig |